# Bullet for a Badman
Bullet for a Badman é um filme estadunidense de 1964 do gênero faroeste, dirigido por R. G. Springsteen e estrelado por Audie Murphy e Darren McGavin.
Apesar de rodado em pouco mais de duas semanas, o filme é bem avaliado pela crítica, graças, principalmente, à originalidade do enredo.

## Sinopse
Logan Keliher e Sam Ward são dois ex-rangers que um dia foram amigos e que tomaram caminhos diferentes. Sam cumpre prisão perpétua por assassinato, enquanto Logan dedica-se a seu rancho. Com ele vive sua esposa Susan, anteriormente casada com Sam. Susan e Sam tiveram um filho, que também vive no rancho e acredita que Logan é seu pai.
Sam foge da prisão e reúne-se com seus antigos companheiros, disposto a matar Logan. Eles se encontram casualmente no banco da cidade de Griffin, Sam para assaltá-lo, Logan para pedir um empréstimo. O bando é morto, mas Sam escapa com o dinheiro e procura Susan, que o repele. Logan acaba por adiantar-se à patrulha formada pelo xerife e captura Sam em pleno território apache. Entre ataques dos indígenas e suspeitas de que os membros da patrulha querem colocar as mãos no dinheiro, Logan e Sam tentam deixar de lado suas diferenças.

## Elenco
| Ator/Atriz      | Personagem    |
| --------------- | ------------- |
| Audie Murphy    | Logan Keliher |
| Darren McGavin  | Sam Ward      |
| Ruta Lee        | Lottie        |
| Berverley Owen  | Susan         |
| Skip Homeier    | Pink          |
| George Tobias   | Diggs         |
| Alan Hale       | Leach         |
| Berkeley Harris | Jeff          |
| Edward Platt    | Tucker        |